# Jürgen Dommerich
Jürgen Dommerich – niemiecki skoczek narciarski, zawodnik NRD.

## Życiorys
Dommerich, będąc zawodnikiem klubu SC Motor Zella-Mehlis, ustanowił 21 marca 1969 roku skokiem na odległość 137 metrów pierwszy rekord skoczni na nowo otwartym obiekcie Letalnica braci Gorišek w Planicy. Również w 1969 roku zdobył mistrzostwo NRD plasując się przed Berndem Karwofskim z SC Dynamo Klingenthal i swoim kolegą klubowym Peterem Lesserem. W grudniu zaś wystartował w Turnieju Czterech Skoczni sezonu 1969/70. W Oberstdorfie uplasował się na dwudziestej szóstej pozycji, w Innsbrucku był dwudziesty czwarty. W Bischofshofen zajął 39. miejsce. Dommerich otrzymał także tytuł „Mistrza sportu”.
Po zakończeniu kariery pracował jako trener WSV Benneckenstein.

## Sukcesy

### Rekordy skoczni
| Miejscowość i skocznia                            | Kraj     | Odległość           | Ustanowiony     |
| ------------------------------------------------- | -------- | ------------------- | --------------- |
| Planica Letalnica                                 | Słowenia | 137,0 m (HS: 225 m) | 21 marca 1969   |
| Oberhof Hans Renner Schanze                       | NRD      | 116,5 m             | 21 grudnia 1969 |
| Schmiedefeld am Rennsteig Walter Ulbricht Schanze | NRD      | 84 m                | 1967            |
| Brotterode Inselbergschanze                       | NRD      | 100,5 m             | 1970            |